# 得双县
得双县，又译作“多双县”，是越南得农省下辖的一个县。

## 地理
得双县北接得明县，西北接柬埔寨，南接嘉义市，东接得格朗县和克容诺县，西接绥德县。

## 历史
2007年10月18日，得双社和南讷江社析置德安市镇，得双社、得讷容社和顺行社析置顺河社。

## 行政区划
得双县下辖1市镇8社，县莅德安市镇。
- 德安市镇（Thị trấn Đức An）
- 得和社（Xã Đắk Hòa）
- 得摩社（Xã Đắk Môl）
- 得讷容社（Xã Đắk N’Drung）
- 南平社（Xã Nam Bình）
- 南讷江社（Xã Nâm N'Jang）
- 顺河社（Xã Thuận Hà）
- 顺行社（Xã Thuận Hạnh）
- 长春社（Xã Trường Xuân）